# 西園寺寧子
西園寺 寧子（さいおんじ ねいし/やすこ、正応5年（1292年） - 延文2年閏/正平12年閏7月22日（1357年9月6日））は、鎌倉時代から南北朝時代の女性。後伏見上皇の女御であり、光厳天皇及び光明天皇の実母。院号は広義門院。花園天皇を猶子とし、3代の国母として君臨した。正平一統の破綻後は、北朝を存続させるため、事実上の治天の君の座に就き、天皇家の家督者として君臨した。女性で事実上の治天の君となったのも、皇室の生まれでなく治天の君となったのも、日本史上で広義門院西園寺寧子が唯一である。

## 生涯

### 前半生
正応5年（1292年）、従一位左大臣西園寺公衡と従一位藤原兼子の間に出生した。母兼子は藤原氏の下級貴族の出自だったが、父公衡の西園寺家は代々朝廷・鎌倉幕府間の連絡調整を担当する関東申次の要職を継承しており、公衡も関東申次として朝廷政務の枢要に当たっていた。当時、朝廷は持明院統と大覚寺統の両統が交互に政務を担当する両統迭立の状態にあったが、西園寺家は両統双方と姻戚関係を結んでいた。
乾元元年（1302年）、寧子は持明院統御所（富小路殿）で着袴の儀を執り行い、将来の持明院統への入内がほぼ約束された。そして、嘉元4年（1306年）4月、寧子は女御として持明院統の後伏見上皇の後宮に入った。
延慶元年（1308年）に後伏見上皇は弟の富仁親王を猶子とした上で、花園天皇として即位させた。翌延慶2年（1309年）正月、寧子は花園天皇の准母とされ、従三位に叙せられると共に、准三后及び院号（広義門院）の宣下を受けた。これにより寧子は国母待遇となり、後伏見上皇の本后の地位を得た（以下、本項では寧子を広義門院と呼ぶ）。広義門院はその後、後伏見上皇との間に量仁親王（後の光厳天皇、正和2年（1313年）出生）と豊仁親王（後の光明天皇、元亨元年（1321年）出生）をもうけた。
花園天皇の後に大覚寺統の後醍醐天皇が即位したが、後醍醐天皇は元弘元年（1331年）に倒幕計画の発覚により退位させられ（元弘の変）、量仁親王が光厳天皇として即位した。これにより後伏見上皇は治天の君となり、広義門院は名実備えた国母となった。しかし、その栄光も長くは続かず、元弘3年（1333年）には後醍醐側勢力が巻き返すと鎌倉幕府はあえなく滅亡し、後伏見上皇と光厳天皇もまた後醍醐天皇によってすぐに廃立された。
建武2年（1335年）、広義門院の甥西園寺公宗が後醍醐天皇を廃し、後伏見院政を復活して持明院統を再興する計画を立てたが、失敗に終わった。そして翌建武3年（1336年）、後伏見上皇が没したため、広義門院は出家した。その数か月後、またも世の形勢は変転し、足利尊氏は光厳上皇の院宣を賜って後醍醐天皇勢力を退け、光厳上皇が治天の君、弟の豊仁親王が天皇となり（光明天皇）、光厳院政が開始することとなった。広義門院は光厳上皇・光明天皇の実母として再び栄光を取り戻した。広義門院は故後伏見上皇の菩提を弔うため、暦応2年（1339年）、洛南の伏見離宮に大光明寺を創建している。

### 事実上の治天の君となる
ところが観応年間を中心とする観応の擾乱によって、広義門院は再度浮沈を味わうこととなる。正平6年（1351年）10月、尊氏を中心とする室町幕府勢力は足利直義との対抗上の必要から南朝と講和し、結果として光厳院政及び光厳の子崇光天皇の皇位がともに廃されることとなった（正平一統）。これを好機ととらえた南朝側は、翌正平7年（1352年）閏2月、尊氏の嫡男・足利義詮率いる幕府軍を破って一気に京都へ進入した。南朝側は北朝の断絶を図って、光厳上皇・光明上皇・崇光上皇及び前皇太子・直仁親王と北朝側の全上皇と皇位継承者を拉致し、大和賀名生へと連れ去った。
これにより北朝・幕府側には政務の中心たるべき治天の君・天皇が不在となり、全ての政務・人事・儀式・祭事が停滞することとなった。この停滞の影響は甚大で、公家・武家ともに政治機能不全に陥ってしまった。南朝に対する上皇・親王返還交渉が難航する一方で、光厳上皇の皇子、弥仁王が南朝に拉致されず京都に留まっていることも判明していた。南朝との交渉が決裂した時点で、弥仁王が天皇となることは決定した。その皇位継承に当たり、当時の先例では、神器がなくとも最低限、治天の君による伝国詔宣が必要とされていた。しかし、詔宣すべき上皇の不在が最大の課題となっていた。
この窮地を打開するため、在京であり光厳・光明・崇光の直系尊属である広義門院が上皇の代理として伝国詔宣を行う案が立てられた。6月3日、幕府を代表した佐々木道誉が勧修寺経顕を通して広義門院へ上皇の代理を申し入れたが、広義門院は三上皇・親王の拉致に全くなすすべなかった幕府及び公家達に強い不信感をあらわにし、義詮の申し出を完全に拒否した。広義門院の受諾を得るほかに解決策が皆無の幕府は、広義門院へ懇願を重ね、6月19日にようやく承諾を取り付けるに至った。
広義門院が上皇の役割を代行することは、事実上、広義門院が治天の君として院政を開始することを意味していた。実際、6月19日以降、政務・人事に関する広義門院の令旨が出され始めており、6月27日には「官位等を正平一統以前の状態に復旧する」内容の広義門院令旨（天下一同法）が発令され、この令旨により、それまで停滞していた政務・人事・儀式などが全て動き始めることとなった。同年8月、弥仁王は広義門院の伝国詔宣ではなく、継体天皇の「群臣義立」の先例をもとに践祚を終え、後光厳天皇となった。南朝は、上皇らを拉致により北朝・幕府側を回復不能の窮状へ追い込み、圧倒的な優位に立ったはずだったが、広義門院の政務受諾によりその優位性をほぼ完全に失ってしまったのである。
その後、広義門院は皇位継承・人事・荘園処分・儀礼など様々な政務に対し精力的に取り組み、治天の君としての役割を十分に果たした。文和2年（1353年）に後光厳へ政務権を継承した後も北朝家督者として君臨し続け、延文2年（1357年）に66歳で没した。

## 評価
歴史家の今谷明は、広義門院による政務就任は公家ではなく幕府からの発案だったとの見解を提示している。中世当時、夫を亡くした妻がその家督を継ぐという後家家督慣行が武士の間に広く見られた。この慣行は公家社会には観察されないため、武家社会の慣行が治天広義門院の登場に影響したとしている。
また南北朝時代の頃から、荘園公領制を支えていた職の体系が動揺し始めており、それまで職（しき）の継承は世襲による場合が多かったのに対し、職が金銭で売買されたり、必ずしも世襲によらなくなるなど、職の遷代と呼ばれる現象が起きつつあった。治天広義門院の登場についても、天皇・治天という職が遷代化し始めたものとする見解があり、後の足利義満による皇位簒奪未遂へつながっていったとしている。
なお、彼女以後持明院統および北朝系の天皇において正配（皇后・中宮・女御）の冊立が行われなくなる。正配が復活するのは、女御は後陽成天皇の女御になった近衛前子、皇后（中宮）は後水尾天皇の女御から中宮になった徳川和子まで下ることになり、いずれも彼女の没後200年以上も後のことになる。